# Bermejillo
Bermejillo es un pueblo situado en el municipio de Mapimí, en el estado de Durango, México. Su población es de aproximadamente 15,000 habitantes y se encuentra a una altitud de 1.120 metros sobre el nivel del mar. Su actividad económica se basa principalmente en el comercio y en la industria, aunque esta última no está en el municipio, sino que se encuentra en los municipios vecinos de Gómez Palacio, Durango y Torreón, Coahuila. 
La inversión en el lugar proviene de pequeños empresarios que buscan su sustento económico en el autoempleo y las empresas Minera Excellon de México y La Compañía Minera de Peñoles, S.A. son una fuente de trabajo en este lugar.

## Historia
La fundación de Bermejillo se inició cuando comenzaron los trenes de pasajeros en la época del presidente Porfirio Díaz y con la edificación de una estación del antiguo ferrocarril internacional mexicano sobre la línea del ferrocarril de Horizonte a Bermejillo la cual fue construida mediante la concesión número 40 fechada el 7 de junio de 1881
Según las crónicas locales, un comerciante de ascendencia española apellidado Bermejo era el encargado de la estación en este lugar y de este hecho surgió el apelativo "Bermejillo".

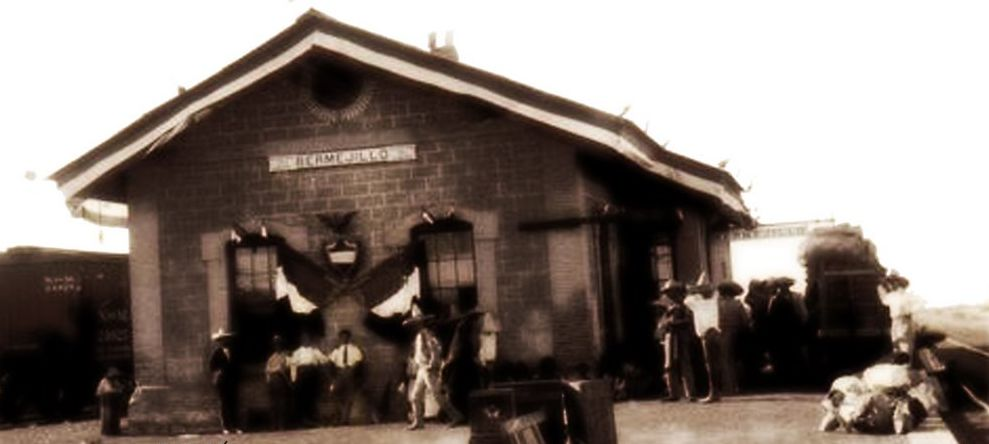
Estación de Ferrocarril de Bermejillo hacia 1910

Otras fuentes consultadas acerca del origen del nombre "Bermejillo" indican que; "para 1883 llegó a la región el tren, el Ferrocarril Central Mexicano, que unía a la Ciudad de México con la fronteriza Ciudad Juárez, y por ende, a Estados Unidos", "se necesitó entonces de una eficaz conexión entre Mapimí y la vía del Central. Mapimí había quedado fuera del trazado, aunque una estación había sido establecida en el poblado de Bermejillo, llamado así en honor a José María Bermejillo, quien por cierto, había poseído la mina de Ojuela y sus asociadas tiempo antes que Peñoles."
José María Bermejillo era un comerciante y empresario importante establecido en la Ciudad de México a finales del sigo XIX. Para entonces su firma comercial Bermejillo y Compañía era accionista de Peñoles y por tanto el era alto funcionario quien a su vez "era el encargado de contratar todo tipo de personal para el sistema ferroviario de Mapimí y para las demás instalaciones de la empresa (Peñoles). Toda la diversidad de implementos mineros y maquinaria, siempre eran consignados a nombre de José M. Bermejillo, destino a la estación del Ferrocarril Central, de donde partía el ramal hacia Mapimí y Ojuela; José M. Bermejillo a la vez remitía la mercancía a las instalaciones de la Compañía minera. Por ello quedó a la estación y posteriormente al pueblo, el nombre de Bermejillo"
La siembra de algodón, principalmente, ayudó en el desarrollo de este lugar porque personas de muchas partes del país y del estado venían a trabajar en la pizca. En la actualidad esa práctica ha desaparecido por lo que muchos han dejado el lugar para ir a la ciudad a explorar nuevas oportunidades y tener una mejor forma de vida.
En 1885 se le dio el título de pueblo de Bermejillo. El aniversario del lugar se celebra el 13 de octubre de cada año, fecha en que se realizó el reparto agrario, con una verbena popular por una semana con ferias en las que participan diferentes grupos culturales de los alrededores, de las primarias, secundaria y de algunas preparatorias. También se cuenta con la participación de la Universidad Autónoma Chapingo quienes cuentan con una unidad regional en este lugar.

## Lugares Turísticos

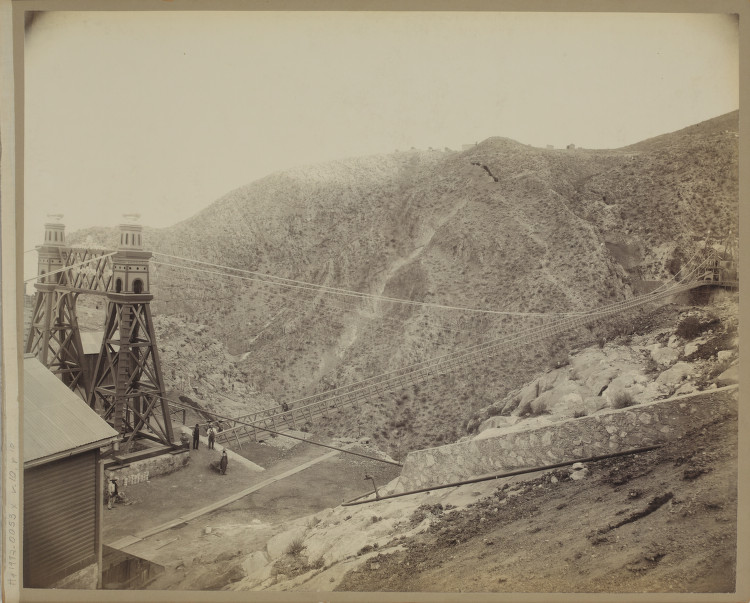
Puente de Ojuela 1892

El turismo no es una fuente económica bien explotada en la región, sin embargo, un lugar turístico tradicional es el Puente de Ojuela, construido en 1892 sobre un barranco de 95 metros de profundidad, este puente colgante de 318 metros de largo y 1.80 metros de ancho servía para transportar la extracción del mineral de la mina de San Rita, al pueblo de Ojuela. Su majestuosa presencia en medio del paisaje árido es el principio de un viaje por los túneles de la mina de Santa Rita que desembocan en un balcón natural donde se aprecian las bellas tonalidades desérticas del bolsón de Mapimí, sede de la enigmática Zona del Silencio que Durango comparte con Chihuahua y Coahuila. 
Considerado una maravilla de la ingeniería, los programas de rescate llegaron en 1992 por el Gobierno de Durango y la empresa Minera Peñoles; el histórico puente ha sido restaurado, las torres originales de madera, que durante 100 años sostuvieron su estructura, se cambiaron por otras de acero. Diversas instituciones desarrollan proyectos de investigación científica y los pobladores de la región participan en la protección y conservación de esta joya arquitectónica y del medio natural que lo rodea.

## Flora y Fauna
En la mayor parte del año su clima es semiseco, con una temperatura máxima de 41 °C y una mínima de 9 °C. Los vientos dominantes en esta región son densos y calientes. La temperatura media es de 18 °C. La precipitación pluvial es de 263.1 milímetros.
El régimen de lluvias comprende los meses de julio a septiembre, con heladas en el mes de enero.
Los animales que habitan en esta zona son víbora de cascabel, alacrán, coyote, corre caminos, liebres, entre otros.